# SN 1995af
SN 1995af – supernowa odkryta 1 września 1995 roku w galaktyce A232453+4124. W momencie odkrycia miała maksymalną jasność 20,50m.